# Decolya elegans
Decolya elegans är en insektsart som beskrevs av Henry, G.M. 1934. Decolya elegans ingår i släktet Decolya och familjen vårtbitare. Inga underarter finns listade i Catalogue of Life.